# Emmerke (Wüstung)

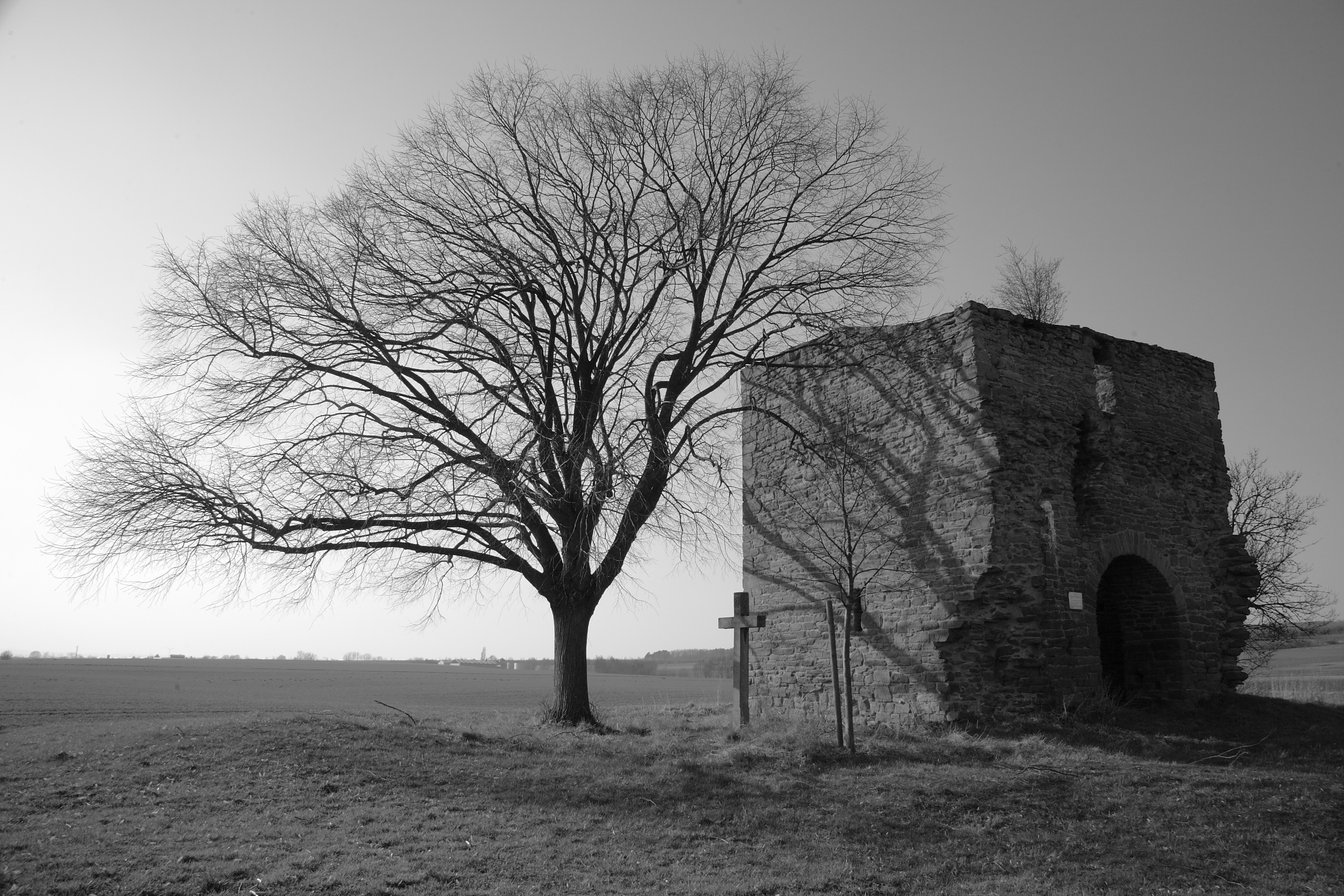
Ruine des Kirchturms der Emmerkekirche in der Wüstung Emmerke

Emmerke ist eine Wüstung im Stadtgebiet von Borgentreich, gelegen zwischen Borgentreich und Bühne. Heute erinnern noch Straßennamen in Borgentreich sowie die Ruine des Emmerker Kirchturmes an diesen Ort.

## Geschichte
Erwähnt wurde das Dorf Emmerke bereits 920 unter dem Namen Amhrikak. Der Ort ging vermutlich infolge der Gründung der Stadt Borgentreich im späten 13. Jahrhundert unter, da die Bevölkerung von Emmerke in die neue Stadt umsiedelte.